# 巴鲁 (安德尔-卢瓦尔省)
巴鲁（法語：Barrou，法語發音：[baʁu] ⓘ）是法国安德尔-卢瓦尔省的一个市镇，位于该省南部，属于洛什区。

## 地理
巴鲁（46°51'57"N, 0°46'14"E）面积30.71 平方千米，位于法国中央-卢瓦尔河谷大区安德尔-卢瓦尔省，该省份为法国中西部省份，北起萨尔特省、东北接卢瓦-谢尔省，东南接安德尔省，南至维埃纳省，西临曼恩-卢瓦尔省。
与巴鲁接壤的市镇（或旧市镇、城区）包括：阿比伊、尚邦、绍米赛、大普雷西尼、拉盖尔什、莱西尼、迈雷。

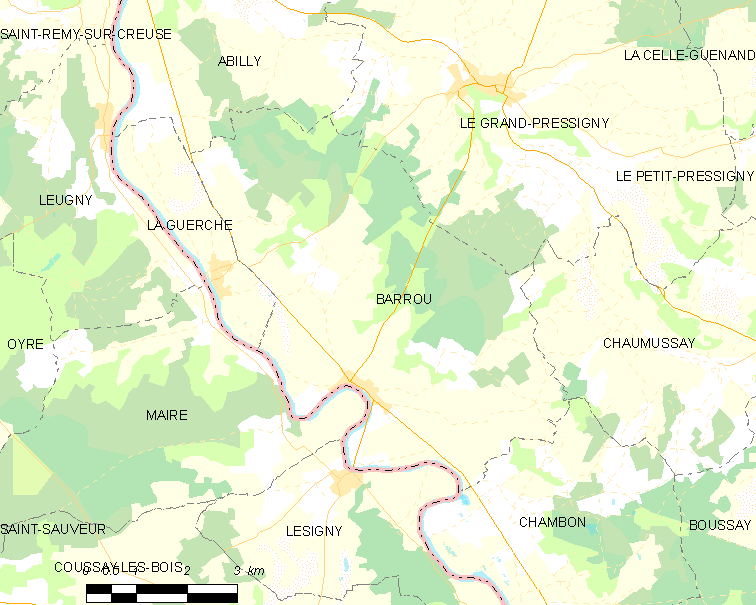
的OSM定位图

巴鲁的时区为UTC+01:00、UTC+02:00（夏令时）。

## 行政
巴鲁的邮政编码为37350，INSEE市镇编码为37019。

## 政治
巴鲁所属的省级选区为笛卡尔县。

## 人口

1962-2008年间人口变化图示

巴鲁于2022年1月1日时的人口数量为480人。